# Jacobo Durán-Loriga
Jacobo Durán-Loriga (Madrid, 1958) es un compositor español.

## Biografía
Jacobo Durán-Loriga Estudió en el conservatorio de Madrid, donde recibió la decisiva influencia de Carmelo Bernaola y Luis de Pablo. Culminó sus estudios en la Musikhochschule de Colonia en la especialidad de composición con medios electroacústicos. Fue becado por la Fundación Alexander von Humboldt para la realización de una extensa obra basada en transformaciones por ordenador de la palabra hablada.
Su amplio catálogo abarca los más diversos géneros, desde la música electroacústica a la ópera (Timón de Atenas, con libreto de Luis Carandell), pasando por la música para cine (Tata mía de José Luis Borau). Estuvo asociado al grupo de música contemporánea Proyecto Guerrero desde sus inicios en 1996 hasta comienzos de 2003. Formó parte del consejo de Pygmalión, la editorial que publicaba su obra, ha sido asesor de FesTC (festival de música contemporánea de Tres Cantos - Madrid). Ha sido profesor en del departamento de música de la Facultad de Filosofía de la UAM. Actualmente está integrado en el patronato de la fundación Sax-Ensemble y en el consejo editorial de Quodlibet, revista de especialización musical de la Universidad de Alcalá de Henares.
Está en posesión del título de Profesor Superior de Armonía, Contrapunto, Composición e Instrumentación, y ha ejercido la docencia en el Real Conservatorio de Albacete entre los años 1993 y 1998. Además cuenta con estudios de doctorado en la Facultad de Filosofía, rama de Estética, en la UNED. Además de su labor como compositor y profesor, Durán-Loriga es conferenciante, redactor de programas de mano, traductor, asesor musical y editor de partituras. En su juventud formó parte del grupo de música antigua Atrium Musicae de Madrid, dirigido por Gregorio Paniagua, participando en diversas grabaciones de discos y giras de conciertos. Forma parte del Grupo del Bierzo. Vinculado a Radio Clásica de Radio Nacional de España desde 1988, su proyecto radiofónico más ambicioso hasta el momento ha sido la dirección y presentación, junto a la musicóloga María Santacecilia, del programa La noche cromática, que se emitió entre octubre de 2004 y agosto de 2008. En 2009 es director del Aula de Música de la Universidad de Alcalá de Henares (Madrid). En 2010 gana el Premio de creación radiofónica del CDMC-Radio Clásica con Las cuitas de Job , inspirado en el Libro de Job.

## Composiciones musicales
Cuenta con un amplio catálogo, que abarca géneros diversos como:
- Ópera: Timón de Atenas, con libreto de Luis Carandell basado en el drama de Shakespeare. Ópera de cámara en dos actos estrenada en la sala Olimpia de Madrid en abril de 1992.
- Obras orquestales: Spa (1986), De sol a sol  (1988), Ocaso Boreal (1997), Bennu (2011).
- Orquesta y coro: Cántico de Mallick (1993)
- Orquesta de cámara: Kammerkonzert (1983), Petit Ensemble Bleu (1987, rev 2000)
- Obras para conjunto vocal: Hijo de la sombra (1983), Viento saltando  (1985)
- Obras para voz solista: Niña, arranca las rosas (1998), El contestador (Telearia 1) (2007), El tranvía (Telearia 2) (2008)
- Obras para voz y conjunto instrumental: Clamor (1985, rev 2001)
- Obras para conjunto instrumental: Trío en memoria E. Sempere (1985, rev 2001), Arioso para clarinete y piano (2002), Arioso para violín y piano (transcripción en 2007 de la obra anterior), Avatares para dos clarinetes (2003), Baile estelar de Castor para flauta, oboe y clarinete (2007) Cuarteto de cuerda (2000), Girándula para 4 cornos di bassetto (2001), Otoñal para seis percusionistas (2001), Wu Shing para quinteto de viento (2004), Ba Kua (8 trigramas) para sexteto de cuerda y viento con piano (2007), Dos piezas para diez instrumentistas (1983), Libro de las constelaciones para grupo de cámara (1988), Coralino para cuarteto de saxofones, piano y dos percusionistas (2000), Superficie quebrada para cuarteto de saxofones, piano y dos percusionistas (2003), Antoianças para nueve instrumentos (2004), "Cuarteto num. 2" (2011).
- Obras con instrumentos solistas: Toccata para piano y orquesta de cámara (1984), Greffé para oboe y conjunto instrumental (1986), Petit Ensemble Jaune para arpa solista, cuerdas y percusión (1987, rev 2008), La isla perdida para piano solista y grupo de cámara (1990, rev 1999), Marsias y Apolo para guitarra y requinto solistas y conjunto instrumental (1998), Estival para marimba y cuarteto de saxofones (1999).
- Obras para un instrumento solo: Tres piezas para piano: 1.Invención para Ananda (2001), 2.Sereno (1999), 3.Ostinato galopante (1995), Fantango para piano (2002), Per a Jep para flauta (1988), Diferencias para timbales (1999), ¡Un trilobite! para clarinete bajo (2008).
- Obras electroacústicas: Disforia  (1984), Entropía  (1984), Contrafacta  (1985), Les Djinns  (1987)
- Música para cine: Banda sonora de la película de José Luis Borau Tata mía (1986)
- Obras radiofónicas: Suite de Tata mía, suite radiofónica sobre la banda sonora del film de Borau (1986), "Las cuitas de Job" (2010).